# سيرجيو سالاس
سيرجيو سالاس (بالإسبانية: Sergio Salas)‏ هو لاعب كرة قدم بوليفي في مركز الوسط، ولد في 21 مارس 1981 في كوتشابامبا في بوليفيا. لعب مع دي.سي. يونايتد.

## وصلات خارجية
- سيرجيو سالاس على موقع الدوري الأمريكي (الإنجليزية)
- سيرجيو سالاس على موقع قاعدة بيانات كرة القدم.إي يو (الإنجليزية)